# Voorklimmen

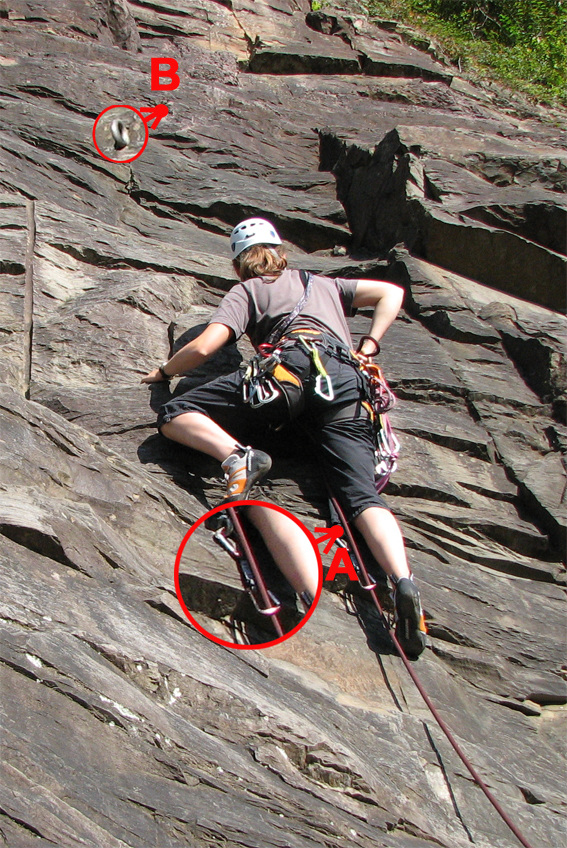
Voorklimmer ingepikt op A, klimt vrij naar B

Voorklimmen is een klimtechniek waarbij de klimmer tijdens het klimmen het touw zelf mee naar boven neemt. De persoon die voorklimt wordt een voorklimmer of kopklimmer genoemd. 
Kennis van deze techniek is bij het rotsklimmen noodzakelijk. In sommige klimzalen kan men deze techniek oefenen. Bepaalde klimzalen hebben speciaal uitgeruste wanden waarop men enkel kan klimmen op deze manier. De setjes worden bij het rotsklimmen door de voorklimmer aangebracht, bij het indoor voorklimmen zitten de setjes meestal vast op de wand.
Op de foto is het touw reeds ingepikt op A en klimt de klimmer nu vrij naar B waar een setje wordt aangebracht in een klimhaak om daarin het touw te klikken. De klimmer is ingebonden in het touw en wordt gezekerd door de zekeraar die onder hem staat. Het door de klimmer meegenomen touw wordt telkens binnen relatief korte afstanden in een vast zekeringspunt in de wand gelegd, zodanig dat het touw daar zo soepel mogelijk doorheen kan lopen. De klimmer valt dus niet meer dan iets meer dan tweemaal de afstand die hij boven zijn laatste zekeringspunt uitklimt (dit kan bij een verkeerde methode van het inpikken van het klimtouw ongeveer de lengte van de gordel tot het in te pikken setje meer zijn - tevens komen daar andere factoren : zoals slip van het touw in het zekeringsapparaat, de rek en de speling van het touw bij die de valafstand vergroten).

Bij het voorklimmen moet men om veiligheidsreden strikte regels volgen, het hoe en waarom wordt op klimscholen aangeleerd.